# Phacelia pulcherrima
Phacelia pulcherrima är en strävbladig växtart som beskrevs av Lincoln Constance. Phacelia pulcherrima ingår i Faceliasläktet som ingår i familjen strävbladiga växter. Inga underarter finns listade i Catalogue of Life.